# Orsotriaena cinerea
Orsotriaena cinerea är en fjärilsart som beskrevs av Butler 1867. Orsotriaena cinerea ingår i släktet Orsotriaena och familjen praktfjärilar. Inga underarter finns listade i Catalogue of Life.